# Augusztus 22.
Augusztus 22. az év 234. (szökőévben 235.) napja a Gergely-naptár szerint. Az évből még 131 nap van hátra.
Névnapok: Menyhért,  Mirjam + Agaton, Barakon, Barakony, Bogdána, Boglár, János, Mária, Merse, Mirjána, Szigfrid, Timót, Timótea, Timóteus, Timóteusz, Zakeus, Zombor

## Események
- 1485 – A Lancaster-ház győzelmével véget ér Angliában a rózsák háborúja.
- 1531 – Jan Tarnowski vezette lengyel sereg döntő vereséget mért a moldvaiakra az obertini csatában.
- 1667 – IX. Kelemen pápa megerősíti Szelepcsényi Györgyöt az esztergomi érseki tisztségében.
- 1785 – II. József király rendelete megszünteti az örökös jobbágyság intézményét.
- 1837 – Megnyílik a Pesti Magyar Színház, későbbi nevén a Nemzeti Színház.
- 1853 – Brüsszelben házasságot kötött II. Lipót belga király és Habsburg–Lotaringiai Mária Henrietta belga királyné
- 1864 – A Nemzetközi Vöröskereszt megalapítása.
- 1920 – Az első Salzburgi Ünnepi Játékok megnyitója.
- 1921 – A magyar hadsereg bevonul az addig szerb megszállás alatt álló pécs-baranyai területre.
- 1962 – Az OAS fegyveresei, Bastien-Thiry alezredes vezetésével merényletet követnek el De Gaulle tábornok-elnök ellen, sikertelenül.
- 1985 – A British Airtours 28-as járata felszállás közben kigyulladt a manchesteri repülőtéren. A tragédiában 55 ember vesztette életét.
- 1994 – Hivatalosan elfogadják Svédországnak a NATO-val létrejövő PfP egyéni partnerségi programját.
- 2000 – Első ízben átadják 12 magyar színésznek a Nemzet Színésze címet.

## Sportesemények
Formula–1
- 1954 –  svájci nagydíj, Bremgarten – Győztes: Juan Manuel Fangio (Mercedes Benz)

## Születések
- 1647 – Denis Papin francia fizikus, matematikus, feltaláló, aki elsőként szerkesztett dugattyús gőzgépet († 1712 vagy 1713)
- 1833 – August Ewald König német regényíró († 1888)
- 1834 – Paul Kummer német hittanár, mikológus († 1912)
- 1862 – Claude Debussy francia zeneszerző († 1918)
- 1872 – Olgyay Ferenc festő, a Szolnoki művésztelep egyik alapítója († 1939)
- 1895
  - Almásy László Afrika-kutató († 1951)
  - Vásárhelyi András magyar földbirtokos, országgyűlési képviselő († 1981)
- 1896 – Lábass Juci magyar színésznő († 1932)
- 1902 – Leni Riefenstahl (er. Berta Helene Amalie Riefenstahl), német táncosnő, színésznő, filmrendező, fényképész († 2003)
- 1907 – Zichy Nándor sportrepülő, országgyűlési képviselő († 1994)
- 1908 – Ács Rózsi magyar színésznő († 1990)
- 1908 – Henri Cartier-Bresson ("HCP"), francia fényképész († 2004)
- 1912 – Pintér Sándor a Magyar Rádió bemondója († 1977)
- 1914 – Baróti Géza író, újságíró († 1993)
- 1917 – John Lee Hooker amerikai blues-zenész († 2001)
- 1918 – Benkő Gyula Jászai Mari-díjas magyar színész († 1997)
- 1920 – Ray Bradbury amerikai sci-fi író, költő († 2012)
- 1922 – Miloš Kopecký cseh színész („Kórház a város szélén”) († 1996)
- 1922 – Szilágyi Dezső Kossuth-díjas magyar bábművész, szakíró († 2010)
- 1923 – Földes Péter Mihály (Peter Foldes) festő, animációs filmrendező († 1977)
- 1925 – Keller András nagy-britanniai magyar fizikokémikus, polimerfizikus, az MTA tagja († 1999)
- 1933 – Sylva Koscina horvát születésű olasz színésznő († 1994)
- 1945 – Szekeres István sportújságíró, a Népsport/Nemzeti Sport főszerkesztője
- 1947 – Ian Scheckter dél-afrikai autóversenyző
- 1953 – Szoboszlai Éva Aase-díjas magyar színésznő
- 1955 – Verestói Géza magyar rockénekes, zenész, költő, újságíró († 2012)
- 1956 – Császár Gyöngyi Aase-díjas magyar színésznő, a szolnoki Szigligeti Színház örökös tagja († 2014)
- 1961 – Debbi Peterson amerikai zenész, énekes
- 1962 – Teodoru Vaszilisz labdarúgó, edző
- 1963 – Tori Amos amerikai zongorista, dalszerző-énekesnő
- 1967 – Layne Staley amerikai zenész, énekes, dalszerző, aki az Alice In Chains énekeseként vált világhírűvé († 2002)
- 1967 – Pálffy Tibor romániai magyar színművész
- 1967 – Ty Burrell amerikai színész
- 1966 – Hárs Viktor magyar basszusgitáros, nagybőgős
- 1968 – Horst Skoff osztrák teniszező († 2008)
- 1969 – Szabó Gabi magyar színésznő
- 1970 – Nagy Tímea kétszeres olimpiai bajnok magyar párbajtőrvívó
- 1971 – Richard Armitage angol színész
- 1973 – Howie Dorough amerikai zenész-énekes, 1993-tól a Backstreet Boys nevű amerikai együttes egyik tagja
- 1974 – Simon Adri  magyar költő, irodalomkritikus, szerkesztő
- 1977 – Szabó Gergő sportriporter
- 1979 – Natalia Barbu, moldáv énekesnő
- 1983 – Véghelyi Balázs író, költő
- 1984 – Méry Rita magyar válogatott labdarúgó, hátvéd, csatár
- 1985 – Teemu Keisteri (Windows95man), finn képzőművész, videóművész, fotós, táncos, lemezlovas
- 1987 – Marosszéki Tamás magyar színész
- 1988 – Verrasztó Dávid világbajnoki ezüstérmes magyar úszó
- 1995 – Dua Lipa angol énekesnő
- 2001 – Friewald Ruben magyar író, kultúrpolitikus

## Halálozások
- 408 – Flavius Stilicho vandál származású római hadvezér, kivégezték (* 359 körül)
- 1280 – III. Miklós pápa (Giovanni Gaetano Orsini (* 1210–20 között)
- 1304 – II. János hainaut-i gróf (* 1247)
- 1350 – VI. (Szerencsés) Fülöp francia király (* 1293)
- 1485 – III. Richárd angol király (* 1452)
- 1584 – Jan Kochanowski, a lengyel reneszánsz legnagyobb költője (* 1530 k.)
- 1599 – Luca Marenzio olasz zeneszerző (* 1553)
- 1806 – Jean-Honoré Fragonard, francia festőművész, grafikus (* 1732)
- 1849 – Ormai Norbert honvéd ezredes, az 1848–49-es szabadságharc vértanúja (* 1813)
- 1888 – Trefort Ágoston művelődéspolitikus, miniszter, az MTA tagja (* 1817)
- 1922 – Michael Collins, ír forradalmár, politikus, az Ír Nemzeti Hadsereg parancsnoka (* 1890)
- 1942 – Alice Duer Miller amerikai író, költő (* 1874)
- 1946 – Sztójay Döme (er. Demeter Stojakovich), katonatiszt, magyar miniszterelnök (* 1883)
- 1951 – idősebb Latabár Árpád magyar színész (* 1878)
- 1958 – Roger Martin du Gard Nobel-díjas francia író (* 1881)
- 1963 – Ted Duncan amerikai autóversenyző (* 1912)
- 1976 – Nagy Imre festőművész (* 1893)
- 1986 – Celal Bayar török politikus, a Török Köztársaság harmadik elnöke (* 1883)
- 1989 – Alekszandr Szergejevics Jakovlev szovjet repülőgéptervező (* 1906)
- 1992 – Dr. Mándoky Kongur István nyelvész, turkológus, a kun nyelv kutatója (* 1944)
- 2018 – Székhelyi József Jászai Mari-díjas magyar színművész (* 1946)
- 2021 – Bérczy Krisztina magyar rádióbemondó (* 1957)
- 2023 – Toto Cutugno olasz énekes, dalszerző (* 1943)
- 2024 – Pathó István Jászai Mari-díjas magyar színész (* 1935)